# حويرة بوندوية
حويرة بوندوية (الاسم العلمي:Tephrosia pondoensis) هي نوع غير مؤكد من النباتات يتبع جنس الحويرة من الفصيلة البقولية.